# Rich Richter
Rich Richter (* 4. Februar 1937 in Magdeburg) ist ein deutscher Modefotograf der Nachkriegszeit. Gemeinsam mit anderen Künstlern gründete er 1974 die Gruppe Savigny Drei am Savignyplatz in Berlin-Charlottenburg, wo er noch heute lebt und arbeitet.

## Leben
Nach einem Studium an der Berliner Hochschule der Künste (1965/66) begann Rich seine Karriere in den Bereichen Mode-, Beauty- und Werbefotografie. Prominente, wie die Opernsängerin Bella Jasper, der Schauspieler Curd Jürgens, der Jazzpianist Erroll Garner und die Sängerin Nina Simone haben sich von ihm porträtieren lassen.
Richter gehörte zu den führenden Fotografen der Haute Couture Defilees in Rom. In den 1970er und 1980er Jahren arbeitete er für Valentino, Rocco Barocco, Pino Lancetti, Renato Balestra, Fausto Sarli und Mattiolo.
Ab 1980 fotografierte Richter in Mailand die großen Prêt-à-porter-Schauen. Viele Jahre lang arbeitete er mit dem Jeans-Hersteller LEVI’S zusammen. Seine Fotografien veröffentlichte Rich in den Magazinen Madame, Burda International, Lady und andere Modemagazine. Für seine Arbeit als Modefotograf erhielt Rich 1989 die „European Fashion Medaille“ in Silber. Neben seinen Auftragsarbeiten fotografierte Rich Blumenarrangements sowie verwitterte Werbeflächen.

## Ausstellungen
Seit 1974 zeigt Rich seine Fotografien in Galerien, wie der Europäischen Akademie Berlin, dem Kunstforum Düsseldorf, dem Kunstgewerbemuseum Berlin, der Kunstbibliothek Berlin, in der Fuji-Galerie Zürich und den Galerien El Temple und Bennassar in Palma de Mallorca. Rich’s Fotografien befinden sich in zahlreichen Privatsammlungen.